# Venus (álbum)
Venus es el cuarto álbum de estudio de la cantante sueca Zara Larsson. Fue lanzado el 9 de febrero de 2024 a través de Sommer House y Epic Records. Fue precedido por cuatro sencillos: «Can't Tame Her», «End of Time», «On My Love» y «You Love Who You Love».

## Antecedentes y promoción
El 8 de junio de 2022, Larsson anunció la adquisición de su catálogo musical y el lanzamiento de su sello discográfico, Sommer Records. El 30 de diciembre de 2022, afirmó que su próximo álbum estaba terminado en un 70% en ese momento. Para el proyecto, Larsson trabajo con los compositores y productores Casey Smith, Rick Nowels y Danja, quienes la ayudaron a «precisar» los sonidos que quería. Nowels, en particular, ayudó a crear una «base» para su nuevo álbum, permitiéndole «hacer un poco de esto y un poco de aquello». En una entrevista con Official Charts Company en abril de 2023, les dijo a los fanes que esperaran «canciones de baile divertidas», así como el «equilibrio emocional». Larsson se refirió al proyecto como una «montaña rusa de emociones en toda regla». En una entrevista con Uproxx en mayo de 2023, describió el disco como «súper divertido» y lo resumió como una «colección de música realmente buena», que va desde baladas hasta pistas «bailables». El 26 de octubre de 2023, Larsson reveló el título y la fecha de lanzamiento del álbum, al igual que las fechas de la gira en apoyo a él.

### Sencillos
«Can't Tame Her» fue lanzado como el sencillo principal del álbum el 26 de enero de 2023, junto con un videoclip acompañante. La canción alcanzó la posición número 5 en Suecia y la posición número 25 en el Reino Unido. Además, alcanzó la posición número uno en la lista estadounidense Dance/Mix Show Airplay.
«End of Time» fue lanzado como el segundo sencillo el 19 de mayo de 2023, junto con un videoclip acompañante. La canción alcanzó la posición número 52 en Suecia.
«On My Love», una colaboración con el DJ y productor francés David Guetta, fue lanzado como el tercer sencillo el 15 de septiembre de 2023, junto con un videoclip acompañante. La canción alcanzó la posición número 3 en Suecia y la posición número 15 en el Reino Unido.
«You Love Who You Love» fue lanzado como el cuarto sencillo del álbum el 19 de enero de 2024.

## Recepción crítica
Neil Z. Yeung de AllMusic mencionó que Venus «es una evolución sonora audaz pero totalmente sensata que evita un tercer LP con las mismas viejas canciones y empuja el estilo sonoro de Larsson hacia el futuro». Escribiendo para Clash, Luke Winstanley declaró que el álbum era «muy divertido» y «lleno de muchos éxitos europop para satisfacer a los fieles», aunque criticó a Larsson por rendirse a la «viabilidad comercial» durante los «desgraciadamente frecuentes puntos bajos» del álbum. En una reseña para DIY, Otis Robinson dijo que Larsson equilibró «la simplicidad del pop de cinta transportadora mientras aumentaba su nicho de ABBA en el nightcore a cien». Sin embargo, criticó el álbum por tener una «mezcolanza de géneros ligeramente concurrida, desde dance hasta R&B y baladas». No obstante, Robinson apreció a Venus por ser «helada, cristalizada y súper divertida» y una «exuberante demostración de habilidad». En su reseña para The Skinny, Lucy Fitzgerald criticó a Venus por sentirse «desactualizada, traficando con facsímiles de pop sobreproducido de mediados a finales de la década de 2010».

## Gira
| Fecha                 | Ciudad     | País            | Recinto            |
| --------------------- | ---------- | --------------- | ------------------ |
| 16 de febrero de 2024 | Mánchester | Reino Unido     | Manchester Academy |
| 17 de febrero de 2024 | Glasgow    | Reino Unido     | O2 Academy         |
| 18 de febrero de 2024 | Birmingham | Reino Unido     | O2 Academy         |
| 21 de febrero de 2024 | Londres    | Reino Unido     | Roundhouse         |
| 24 de febrero de 2024 | París      | Francia         | Le Trianon         |
| 25 de febrero de 2024 | Bruselas   | Bélgica         | Ancienne Belgique  |
| 26 de febrero de 2024 | Ámsterdam  | Países Bajos    | AFAS Live          |
| 28 de febrero de 2024 | Berlín     | Alemania        | Verti Music Hall   |
| 1 de marzo de 2024    | Colonia    | Alemania        | Palladium          |
| 2 de marzo de 2024    | Milán      | Italia          | Fabrique           |
| 4 de marzo de 2024    | Zúrich     | Suiza           | Komplex 457        |
| 6 de marzo de 2024    | Praga      | República Checa | Forum Karlin       |
| 7 de marzo de 2024    | Varsovia   | Polonia         | Towar              |
| 8 de marzo de 2024    | Viena      | Austria         | Gasometer          |
| 16 de marzo de 2024   | Reikiavik  | Islandia        | Laugardalshollin   |
| 21 de junio de 2024   | Dublín     | Irlanda         | Fairview Park      |

## Lista de canciones
| Venus |                                       | |                                                 |          |  |
| N.º   | Título                                | Escritor(es) | Productor(es)                                   | Duración |  |
| 1.    | «Can't Tame Her»                      | Zara Larsson Karl Ivert Kian Sang Uzoechi Emenike                                                                                   | MTHR                                            | 3:16     |  |
| 2.    | «More Than This Was»                  | Larsson Amanda Ibanez Jacob Kasher Jakob Hazell Svante Halldin                                                                      | Danja Jack & Coke                               | 3:13     |  |
| 3.    | «On My Love» (junto con David Guetta) | Larsson Andre Davidson Daniel Tuparia Dewain Whitmore Jr. Giorgio Tuinfort Jerome Catillo Patrick Smith Pierre Guetta Sean Davidson | David Guetta Tuinfort                           | 3:42     |  |
| 4.    | «Ammunition»                          | Larsson Brittany Hazzard Casey Smith Richard Nowels Jr.                                                                             | Austin Corona Danja Manny Marroquín Rick Nowels | 3:42     |  |
| 5.    | «None of These Guys»                  | Larsson Carl Tarland Elin Bergman Ivert Sang                                                                                        | MTHR                                            | 2:42     |  |
| 6.    | «You Love Who You Love»               | Larsson Emenike Ivert Sang | MTHR                                            | 3:05     |  |
| 7.    | «End of Time»                         | Nowels Smith | Corona Danja Nowels                             | 3:29     |  |
| 8.    | «Nothing»                             | Larsson Erik Hassle Guffe Jonsson Marcus Sepehrmanesh                                                                               | Dave Hamelin Rob Kinelski                       | 2:47     |  |
| 9.    | «Escape»                              | Larsson Nowels Smith | Corona Danja Nowels                             | 3:14     |  |
| 10.   | «Banda sonora»                        | Larsson Nowels Smith | Corona Danja Nowels                             | 3:23     |  |
| 11.   | «Venus»                               | Hannah Berney Nowels | Corona John Christopher Fee Marroquín Nowels    | 3:27     |  |
| 12.   | «The Healing»                         | Berney Nowels | Nowels                                          | 3:10     |  |
| 39:10 |                                       | |                                                 |          |  |